# Tvérskaia
Tvérskaia - Тверская (rus) - és una stanitsa del krai de Krasnodar, a Rússia. Es troba als vessants septentrionals del Caucas occidental, a la riba dreta del riu Pxix, a 25 km a l'oest d'Apxeronsk i a 78 km al sud-est de Krasnodar, la capital.
Pertanyen a aquest municipi les poblacions d'Akredàssov, Ielinski, Zakhàrov, Lessogórskaia, Linéinaia i Ossínovskoie.